# Negoziazione continua
La negoziazione continua è una fase della giornata di quotazioni in borsa che ha la funzione di dare liquidità al mercato. È compresa fra l'asta di apertura e l'asta di chiusura.
Dura circa 8 ore e vi si svolgono quasi tutte le transazioni; ogni operatore immette le proprie proposte, che possono essere eseguite con molta rapidità. Si possono immettere nel book ordini al meglio (e quindi con più alta priorità) o a prezzo limitato.
Il book è dinamico: quando ci sono due ordini eseguibili questi sono regolati e spariscono. Quelli al meglio sono eseguiti subito, gli altri quando è stata trovata la controparte. La priorità è su prezzo e, subordinatamente, su tempo.
Un altro modo di immettere ordini è curando il prezzo: all'operatore viene dato il compito di cercare di massimizzare l'interesse su un particolare titolo.